# Vampyressa thyone
Vampyressa thyone är en däggdjursart som först beskrevs av den brittiske zoologen Oldfield Thomas 1909.  Vampyressa thyone ingår i släktet Vampyressa och fladermusfamiljen bladnäsor. Inga underarter finns listade.
Artpitetet i det vetenskapliga namnet syftar på gudinnan Thyone (före förvandlingen till gud Semele) i den grekiska mytologin.

## Utseende
Denna fladdermus blir 43 till 52 mm lång, saknar svans och väger 6 till 11 g. Underarmarna år 29 till 32 mm långa, bakfötternas längd är 7 till 11 mm och öronen är 11 till 15 mm stora. Typisk är en smal hudflik på näsan och två ljusa strimmor i ansiktet. Artens öron är vid basen gula. Pälsen har på ovansidan en gråbrun till rödbrun färg och undersidan är lite ljusare. Det finns inga hår vid svansflyghudens kanter. I överkäken är de inre framtänderna betydlig större än de yttre.

## Utbredning och habitat
Denna fladdermus förekommer i Syd- och Centralamerika från södra Mexiko till Bolivia, Peru, Venezuela, Guyana och Franska Guyana. Arten förekommer upp till 1000 meters höjd i Anderna. Den trivs i barrskog och blandskog. Arten har sin största aktivitet under de första två timmarna efter solnedgången. Den lever på fikon och andra frukter. Fortplantningen kan ske två gånger per år, med kullar sent i den torra säsongen och mitt i regnperioden (Kunz et al, 1994;. Reid, 1997). 

## Hot
Regionala populationer hotas av landskapsförändringar. Hela beståndet anses vara stor.  IUCN kategoriserar arten globalt som livskraftig.